# Tommy Wolf
Thomas Joseph Wolf jr. (Saint Louis (Missouri), 1925 – 9 januari 1979) was een Amerikaanse pianist en componist. Hij was vooral bekend om zijn songwriting-samenwerking met Fran Landesman.

## Biografie
Wolf ontmoette Fran Landesman terwijl hij piano speelde in het Jefferson Hotel. Ze liet hem een gedicht zien dat hij op muziek zette. Met het resulterende nummer This Little Love of Ours begon een samenwerking die meer dan een decennium duurde.
Wolfs albums bevatten Wolf at Your Door en Spring Can Really Hang You Up the Most, beide opgenomen voor Fraternity Records.
Nadat hij naar Californië was verhuisd, was hij repetitiepianist en werkte hij aan de televisieshows van Andy Williams en Red Skelton en aan tal van muzikale specials, met als meest memorabele de bekroonde Fred Astaire-show Evenings.
Verschillende nummers van Wolf, waaronder Spring Can Really Hang You Up the Most, zijn jazzstandards geworden en zijn opgenomen door artiesten als Kurt Elling, Carmen McRae, Sarah Vaughan, Barbra Streisand en Ella Fitzgerald.
In de jaren 1960 schakelde Wolf over op het schrijven van teksten en werkte hij samen met Fred Astaire aan Life Is Beautiful en met Victor Feldman aan A Face Like Yours. Hij werkte aan televisieshows in Utah met Donny Osmond en Marie Osmond tot kort voor zijn dood op 9 januari 1979.

## Overlijden
Tommy Wolf overleed in januari 1979 op 54-jarige leeftijd.

## Discografie
Broadway musicals
- 1959: The Nervous Set

Songs (gedeeltelijke lijst) gecomponeerd met Fran Landesman
- The Ballad Of The Sad Young Men (1959)
- Fun Life
- How Do You Like Your Love?
- I've Got A Lot To Learn About Life (1959)
- Laugh, I Thought I'd Die
- Listen, Little Girl
- Man, We're Beat
- Night People
- Spring Can Really Hang You Up The Most (1955); geschreven voor de show The Nervous Set (1959), maar niet gebruikt.
- Travel The Road Of Love